# دهستان لیلان شمالی
دهستان لیلان شمالی، یکی از دهستان‌های بخش شیرین‌کند شهرستان لیلان در استان آذربایجان شرقی ایران است‌. مرکز این دهستان، روستای طورآغای است.

## جمعیت
بر پایه سرشماری عمومی نفوس و مسکن در سال ۱۳۹۵، جمعیت دهستان لیلان شمالی برابر با ۴٬۱۷۲ نفر بوده‌است.